# تایسی

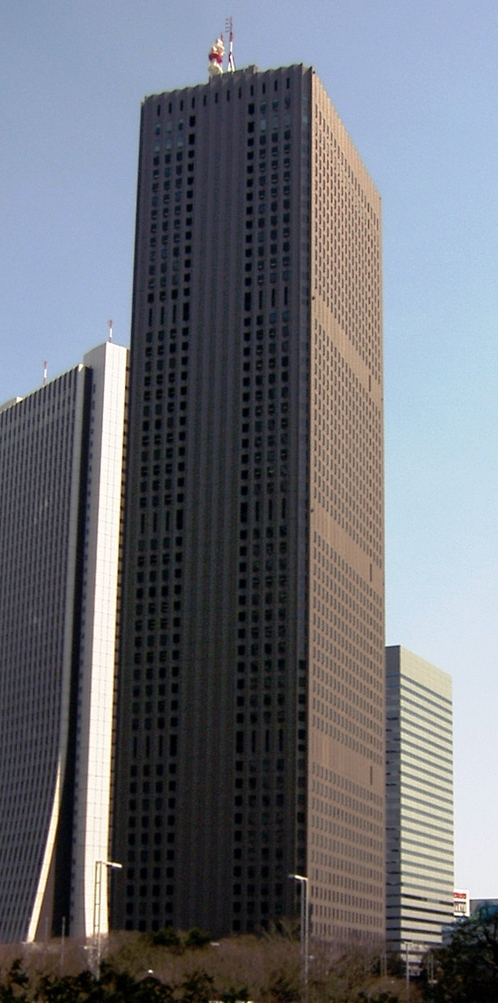
ساختمان دفتر مرکزی تایسی

تایسی (به ژاپنی: 大成建設) شرکت املاک و مستغلات ژاپنی است، که در زمینه ساخت‌وساز، مهندسی، طراحی و معماری، با تمرکز بر اجرای پروژه‌های احداث زیرساخت‌های شهری، شامل: املاک مسکونی، آسمان‌خراش‌ها و سد، پل، تونل، سیستم‌های قطارشهری، فرودگاه و نیز توسعه املاک و مستغلات فعالیت می‌کند.
شرکت تایسی در سال ۱۸۷۳ تأسیس شد و در حال حاضر دارای دفاتر عملیاتی در شهرهای تایپه، سئول، کوالالامپور، میانمار، اسلام‌آباد، استانبول، فرانکفورت، ابوظبی، دوحه، قاهره، دهلی نو، بانکوک، کلمبو، هانوی، جاکارتا و لس آنجلس می‌باشد.
دفتر مرکزی این شرکت در محله نیشی، منطقه ویژه شینجوکو، شهر توکیو قرار دارد و بخشی از سهام آن در بازارهای بورس توکیو، بورس ناگویا و بورس اوساکا معامله می‌شود.
مستر تراست بانک با ۳٫۹ درصد و ژاپن تراستی سرویس بانک با در اختیار داشتن ۵٫۵ درصد از سهام تایسی، بزرگترین سهام‌داران آن به‌شمار می‌آیند.
از پروژه‌های تکمیل‌شده این شرکت می‌توان به: جزیره‌های نخلی دبی، کاخ امپراتوری توکیو، برج الماس، مارمارای، سایتاما آرنا، ایستگاه اوئنو، خط گینزا (متروی توکیو)، تونل سیکان، پل آکاشی کای کیو، مرکز پخش ان‌اچ‌کی، توکیو اینترنشنال فورم، گنبد ساپورو، فرودگاه بین‌المللی کوالالامپور، فرودگاه بین‌المللی نیو دوحه، هتل‌های کمپینسکی جیبوتی، ورزشگاه ملی المپیک توکیو و فرودگاه بین‌المللی چوبو سنترایر اشاره کرد.